# Kanton Suscal
Der Kanton Suscal befindet sich in der Provinz Cañar südzentral in Ecuador. Er besitzt eine Fläche von 49,9 km². Im Jahr 2020 lag die Einwohnerzahl schätzungsweise bei 6520. Verwaltungssitz des Kantons ist die Ortschaft Suscal mit 1266 Einwohnern (Stand 2010). Der Kanton Suscal wurde im Jahr 1996 eingerichtet.

## Lage
Der Kanton Suscal liegt nordzentral in der Provinz Cañar. Das Gebiet liegt in den Anden. Der Río Cañar fließt entlang der südlichen Kantonsgrenze nach Westen. Suscal liegt an der Fernstraße E40 (Azogues–Guayaquil).
Der Kanton Suscal wird von dem Kanton Cañar umschlossen. Er grenzt im Osten an die Parroquia Zhud, im Süden an die Parroquias Gualleturo, im Westen an die Parroquia Ducur sowie im Norden an die Parroquias Chontamarca und General Morales.

## Verwaltungsgliederung
Der Kanton Suscal ist deckungsgleich mit der gleichnamigen Parroquia urbana („städtisches Kirchspiel“). Größere Ortschaften im Kanton sind Duchún, Suscalpamba, Niñoloma, Suscal Viejo, Collaúco, Achupallas und Gun.